# Sebastiania dimorphocalyx
Sebastiania dimorphocalyx är en törelväxtart som beskrevs av Johannes Müller Argoviensis. Sebastiania dimorphocalyx ingår i släktet Sebastiania och familjen törelväxter. Inga underarter finns listade i Catalogue of Life.